# علی عزتی
علی عزتی (زاده ۱۳۴۲ - دره‌شهر) نماینده مجلس هشتم جمهوری اسلامی ایران دارای مدرک کارشناسی مدیریت و کارشناسی ارشد جغرافیای سیاسی (ژئوپلیتیک) از دانشگاه آزاد اسلامی از حوزه انتخابیه دهلران، دره‌شهر و آبدانان می‌باشد.
عزتی در انتخابات مجلس هشتم در لیست کاندیدای حزب توسعه و عدالت (حزب هاشمی رفسنجانی) قرار گرفت.
وی از حامیان عبدالله جاسبی، هاشمی رفسنجانی و دانشگاه آزاد اسلامی در مجلس هشتم به شمار می‌رود.
چند ماه پس از پایان مجلس هشتم طی حکمی از سوی صادق خلیلیان وزیر جهاد کشاورزی به سمت قائم مقام و عضو هیئت مدیره آب و انرژی ایران منصوب شد.
در جریان انتخابات یازدهمین دوره ریاست جمهوری از حسن روحانی حمایت کرد.
در ایام تبلیغات انتخابات ریاست جمهوری وی در مصاحبه با خبرگزاری مهر گفت: تمایل مردمی که از اختلافات و دعواهای سیاسی خسته شده‌اند بیشتر به سوی دکتر روحانی است.
علی عزتی در ارتباط با شخصیت روحانی گفت: روحانی فردی معتدل بوده و هیچگاه در عرصه‌های مختلف سیاسی دچار افراط و تفریط نشد و از ابتدای انقلاب تاکنون هر مأموریتی به وی واگذار شده به خوبی از عهده آن برآمده است.
در مهر ماه ۱۳۹۲ از سوی مجمع مؤسسه جهاد تحقیقات به عنوان رئیس هیئت مدیره آب و انرژی کشور منصوب شد.
هم اکنون به عنوان مدیرعامل جهاد تحقیقات آب و انرژی ایران مشغول به کار می‌باشد.

## سوابق اجرایی
در دوران مسئولیت جهاد سازندگی دهلران، آبدانان، بدره و مورموری را به عهده داشت.
در دولت هاشمی رفسنجانی به عنوان بخشدار موسیان، بخشدار مرکزی اندیمشک، معاونت فرمانداری اندیمشک منصوب شد.
فرمانداری اندیمشک، آبدانان، باغملک و دشت آزادگان از سوابق وی در دولت سید محمد خاتمی می‌باشد.
در دولت محمود احمدی‌نژاد به استانداری خوزستان رفت و سکان هدایت اداری و مالی استان خوزستان را به عنوان مدیرکل اداری، مالی در دست گرفت.
علی عزتی در سال ۱۳۸۵ به عنوان مدیر نمونه وزارت کشور در جشنواره شهید رجایی انتخاب شد.
در حالی که حکم عزتی برای معاونت پشتیبانی استانداری خوزستان به وزارت کشور رفته بود، او تصمیم به کاندیداتوری برای مجلس هشتم از استان ایلام را گرفت.

## مجلس هشتم
عزتی در انتخابات مجلس هشتم از میان ۱۱ کاندیدا به عنوان نفر اول به دور دوم راه یافت.
در دور دوم انتخابات با پیروزی قاطع راهی مجلس هشتم شد. علی عزتی با کسب ۴۰۰۱۱ رای و ۶۳٪ آرا صاحب سومین پیروزی قاطع کشور شد.
عزتی همچنین عضو گروه دوستی پارلمانی ایران و بلاروس می‌باشد.
وی از منتقدان اجرایی شدن مصوبات سفرهای استانی دولت است.
علی عزتی در گفتگو با قدس هرگونه شائبه سیاسی در خصوص انتقادات خود از اجرا نشدن مصوبات را بشدت رد کرد و گفت: حتی اگر فرزند احمدی‌نژاد نیز نماینده حوزه انتخابیه من بود، باز هم در مجلس در خصوص مشکلات فرا رو از وزرا سؤال می‌کرد همچنان که اعتقاد دارم، اولین منتقد دولت نهم خود احمدی‌نژاد است؛ زیرا در دوران ریاست جمهوری‌اش ۱۱ وزیر کابینه خود را عزل نمود.
این عضو فراکسیون ورزش مجلس در گفتگو با خبرنگار پارلمانی خبرگزاری دانشجویان ایران (ایسنا)، در ارزیابی از ناکامی کاروان ورزشی ایران در المپیک پکن گفت: بهتر بود اگر تیم‌های ما مشکل داشتند، افراد را به المپیک نمی‌فرستادیم و این نفرستادن بهتر از آبروریزی بود که برای ایران به‌دست آمد. 